# 羅希特·謝蒂
羅希特·謝蒂（英語：Rohit Shetty，1974年3月14日—），印度男導演、製片人、編劇、特技演員及主持人，主要在寶萊塢工作。他的電影多為動作和喜劇結合的瑪撒拉電影，常與演員阿賈耶·德烏干合作。
謝蒂的事業突破來自德烏干和阿爾沙德·瓦爾西主演的喜劇片《開心一組》（2006年），一炮而紅，之後發展成系列電影。謝蒂還與德烏干合作拍攝了動作片《绝地悍将》（2003年）及《雄獅》（2011年）；其中《雄獅》票房表現出色，與其他同世界觀的電影組建成警察宇宙。他的其他著名成功作品包括德烏干主演的《翻滾吧！巴強》（2012年）、沙·魯克·罕主演的《寶萊塢愛情特快車》（2013年）。
除了電影導演外，自2014年以來，他還主持了特技冒險節目《恐懼因素：危險玩家》。

## 早年
羅希特·謝蒂生於馬哈拉施特拉邦孟買。父親M·B·謝蒂是演員、特技演員兼動作指導；母親是拉納特（Ratna）是寶萊塢藝界新人，曾出演印地語和卡納達語電影。謝蒂有四個兄弟姊妹。

## 作品列表

### 長片
| 年份 | 標題                 | 導演 | 監製 | 附註                                           |
| ---- | -------------------- | ---- | ---- | ---------------------------------------------- |
| 2003 | 《绝地悍将》         |      |      |                                                |
| 2006 | 《開心一組》         |      |      |                                                |
| 2008 | 《星期天》           |      |      | 翻拍自《出乎意料的一天》                       |
| 2008 | 《開心一組歸來》     |      |      | 靈感取自《今日突發新聞》                       |
| 2009 | 《皆大歡喜》         |      |      | 改編自馬拉地語戲劇《帕蒂·薩格勒·烏查帕蒂》（Pati Sagle Uchapati） |
| 2010 | 《開心一組3》        |      |      |                                                |
| 2011 | 《雄獅》             |      |      | 翻拍自《雄獅》（2010年）                       |
| 2012 | 《翻滾吧！巴強》     |      |      | 靈感取自《搞砸或漢基·潘基》                    |
| 2013 | 《寶萊塢愛情特快車》 |      |      |                                                |
| 2014 | 《雄獅回歸》         |      |      | 翻拍自《艾卡拉維揚》                           |
| 2015 | 《再奪芳心》         |      |      |                                                |
| 2017 | 《開心一組4》        |      |      |                                                |
| 2018 | 《辛巴》             |      |      | 翻拍自《任性》                                 |
| 2021 | 《反恐追緝令》       |      |      |                                                |
| 2022 | 《奇蹟馬戲團》       |      |      |                                                |
| 2023 | 《大學與生活》       |      |      | 馬拉地語電影                                   |
| 2024 | 《雄獅歸來》         |      |      |                                                |

### 其他作品
| 年份 | 標題              | 導演 | 監製 | 附註             |
| ---- | ----------------- | ---- | ---- | ---------------- |
| 2008 | 《超级小雄狮》    |      |      | 電視劇；編劇     |
| 2016 | 《蘭維爾·陳回歸》 |      |      | 短片             |
| 2024 | 《血仇緝凶》      |      |      | 電視劇；兼創作者 |

## 外部連結
- 羅希特·謝蒂在互联网电影资料库（IMDb）上的資料（英文）
- 羅希特·謝蒂的Instagram帳戶